# 棠溪镇
棠溪镇，是中华人民共和国安徽省池州市贵池区下辖的一个乡镇级行政单位。

## 行政区划
棠溪镇下辖以下地区：
棠溪社区、双合村、曹村、花庙村、百安村、石门村、西山村和东山村。

## 中国传统村落
2012年，石门高村被评为首批“中国传统村落”。

## 特产
西山焦枣：中国地理标志产品。保护范围为西山村、东山村。